# Trichothurgus atacamensis
Trichothurgus atacamensis là một loài Hymenoptera trong họ Megachilidae. Loài này được Sielfeld mô tả khoa học năm 1973.